# Vought F-8 Crusader
El Vought F-8 Crusader (originalmente llamado F8U) fue un caza de superioridad aérea, monomotor, supersónico y embarcado, desarrollado en los años 1950 por la compañía estadounidense Vought. Entró en servicio en la Armada y el Cuerpo de Marines de los Estados Unidos, reemplazando al Vought F7U Cutlass. Después de la experiencia decepcionante de la Armada con el F7U, el F8U fue mencionado por algunos como «La última oportunidad de Vought». El primer prototipo del F-8 voló por primera vez en febrero de 1955, y fue el último caza estadounidense con cañones como armamento principal, principalmente sirviendo en la Guerra de Vietnam. El RF-8 Crusader fue una versión de reconocimiento fotográfico que estuvo en servicio en Estados Unidos mucho más tiempo que las demás versiones del caza y se mantuvo en operación con la Reserva Naval de los Estados Unidos hasta 1987. El RF-8 jugó un papel de gran importancia durante la Crisis de los misiles en Cuba, proporcionando esenciales fotografías de bajo nivel imposibles de conseguir por otros medios.

## Desarrollo

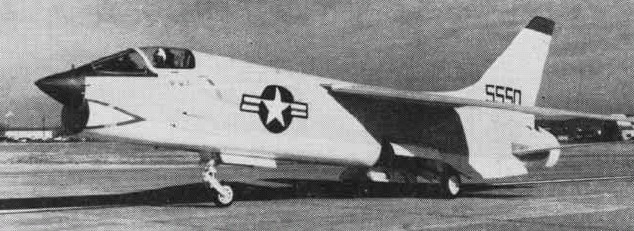
Vought F8U-2 Crusader en 1959.

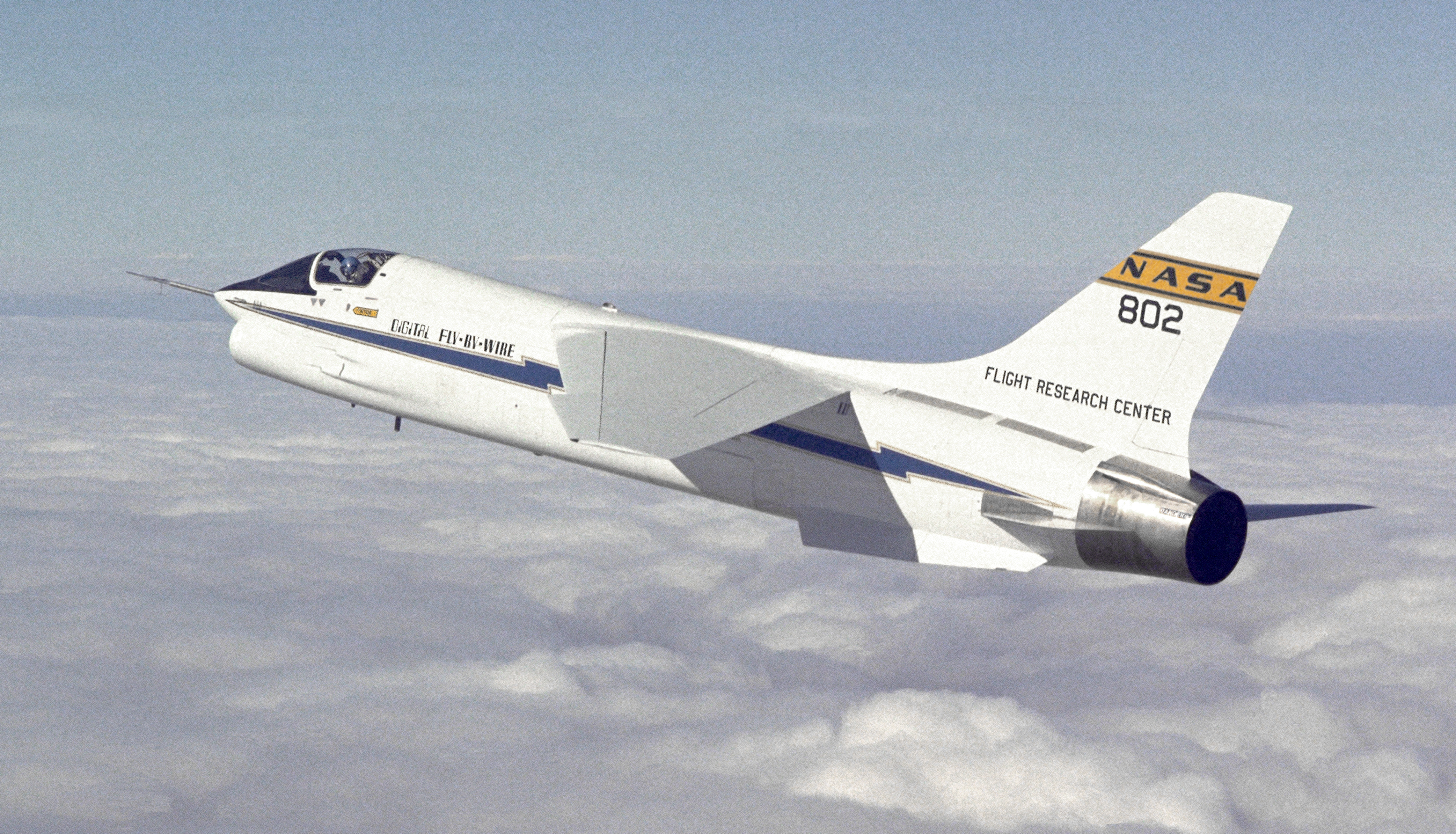
F-8C de la NASA para pruebas de fly-by-wire digital, en 1972.

En septiembre de 1952, en plena guerra de Corea, la Armada estadounidense publicó las especificaciones para el diseño y desarrollo de un nuevo caza supersónico de superioridad aérea embarcado, mientras terminaban de salir de las cadenas de montaje los últimos F4U Corsair de los 12 571 producidos; éste debía superar la barrera del sonido en vuelo horizontal. A los requerimientos de la Armada respondieron ocho compañías, presentando 22 propuestas de diseño, quedando al final Vought, que en mayo de 1953 recibió la autorización para iniciar el proyecto.
Los contratos firmados por Vought para el desarrollo del denominado XF8U-1 incluían tres prototipos, uno de los cuales fue finalmente cancelado. El avión era de tipo convencional, aunque incorporaba un rasgo conceptual innovador, pues presentaba un ala alta plegable de incidencia variable, para permitir que la aproximación para el apontaje en los portaaviones se hiciera de la manera más horizontal posible, mejorando la visual del piloto durante la maniobra; esto además permitía la utilización de trenes de aterrizaje principales más cortos, y por lo tanto más resistentes, que podían retraerse en pequeños compartimentos en el fuselaje.
La mitad del fuselaje estaba ocupada por el enorme motor Pratt & Whitney J57, alimentado a través de una toma de aire situada en la proa. La cabina, presurizada, estaba muy adelantada, proporcionando un amplio sector visual. Bajo el fuselaje aparecía un enorme aerofreno, y en caso de emergencia una turbina de presión dinámica se proyectaba desde el costado de estribor del fuselaje, a fin de que todos los controles de vuelo de accionamiento asistido pudiesen seguir en funcionamiento si fallaba el motor. El XF8U-1 fue el primer avión diseñado bajo la regla del Área, con la que se obtiene mínima resistencia a regímenes transónico y supersónico, de manera que el fuselaje presentaba unas líneas muy limpias, sin protuberancias ni añadidos aerodinámicos.
El primero de los prototipos alzó el vuelo en la Base de Edwards en 25 de marzo de 1955, y las entregas de los primeros aviones F8U-1 de producción comenzaron, con el Escuadrón VF-32 de la Armada estadounidense, en marzo de 1957, lo que representaba un tiempo de desarrollo de menos de cuatro años desde la recepción del contrato por los prototipos: ello era un auténtico logro, teniendo en cuenta que se trataba de un nuevo caza embarcado con capacidad supersónica. El Crusader se mantuvo en producción durante ocho años, y los últimos aviones de serie, 48 F-8E (FN) para la Aéronavale francesa, fueron entregados en enero de 1965. El Crusader proporcionó a la Armada y al Cuerpo de Marines un valioso avión cuando Estados Unidos se involucró en el conflicto de Vietnam. A principios de 1984 se hallaban todavía en estado operacional unos cuantos aviones de reconocimiento RF-8.

### Crusader III
En paralelo con el F8U-1 y el -2, el equipo de desarrollo del Crusader también estaba trabajando en una aeronave de mayor rendimiento, internamente designado como V-401. A pesar de que el XF8U-3 Crusader III era externamente similar a los demás Crusader y comparte muchos elementos de diseño, como las alas de incidencia variable, el nuevo caza era más grande y comparte pocos componentes.

### Exportaciones
Una versión especial del Crusader, designado como F-8E (FN), fue construida para Francia: los portaaviones de la Marina francesa son más pequeños que los de su contraparte estadounidense, por lo que fue necesario aumentar la incidencia del ala también, como la superficie de los elevadores y modificar el dispositivo de alta sustentación. Los 42 aviones pedidos se entregaron a partir de 1964, y se sometieron a varias mejoras durante su servicio. Llevaban dos misiles aire-aire en lugar de los cuatro de sus contrapartes estadounidenses.
A principios de la década de 1990, las últimas 17 unidades se actualizaron gradualmente al estándar F-8P para prolongar su vida útil en unos pocos años (revisión completa del sistema eléctrico y controles de vuelo, nuevo asiento de eyección, nuevo equipo electrónico, incluyendo un ILS y un detector de advertencia de radar). Los Crusader franceses fueron retirados permanentemente del servicio en diciembre de 1999 para ser reemplazados por los nuevos cazas Dassault-Breguet Super Étendard modernizados. Se perdieron 28 ejemplares por accidente en 35 años de carrera, es decir, el 66,6% de la flota inicial.
Unos 35 Crusader fueron entregados a la Fuerza Aérea de Filipinas en 1978 y empezaron a ser almacenados en 1988, antes de ser eliminados de las listas de servicio oficial en 1991, aunque probablemente no pudieran volar durante sus últimos años de servicio.

## Historia operacional
Los prototipos XF8U-1 fueron evaluados por el VX-3 a partir de finales de 1956, con pocos problemas detectados. El desarrollo de armas se llevó a cabo en la Estación Aeronaval de  Armas de China Lake, y un F8U-1 de China Lake estableció un récord de velocidad en los Estados Unidos en agosto de 1956. El comandante R.W. "Duke" Windsor, rompió y estableció un nuevo récord de velocidad de vuelo nivelado de 1633,8 km/h el 21 de agosto de 1956, superando el récord anterior de 1323 km/h establecido por un F-100 de USAF (aunque no batió el récord mundial de velocidad de 1822 km/h, establecido por el Fairey Delta 2 británico, el 10 de marzo de 1956).
Un F8U-1 original fue modificado como un avión de reconocimiento fotográfico, convirtiéndose en el primer F8U-1P. Posteriormente, el RF-8A fue equipado con cámaras en lugar de armas y misiles. El 16 de julio de 1957, el comandante John H. Glenn Jr, del USMC, completó el primer vuelo transcontinental supersónico en un F8U-1P, volando desde la NAS de Los Alamitos, California, hasta Floyd Bennett Field, Nueva York, en 3 horas, 23 minutos y 8,3 segundos.

### Estados Unidos

#### Primeros escuadrones

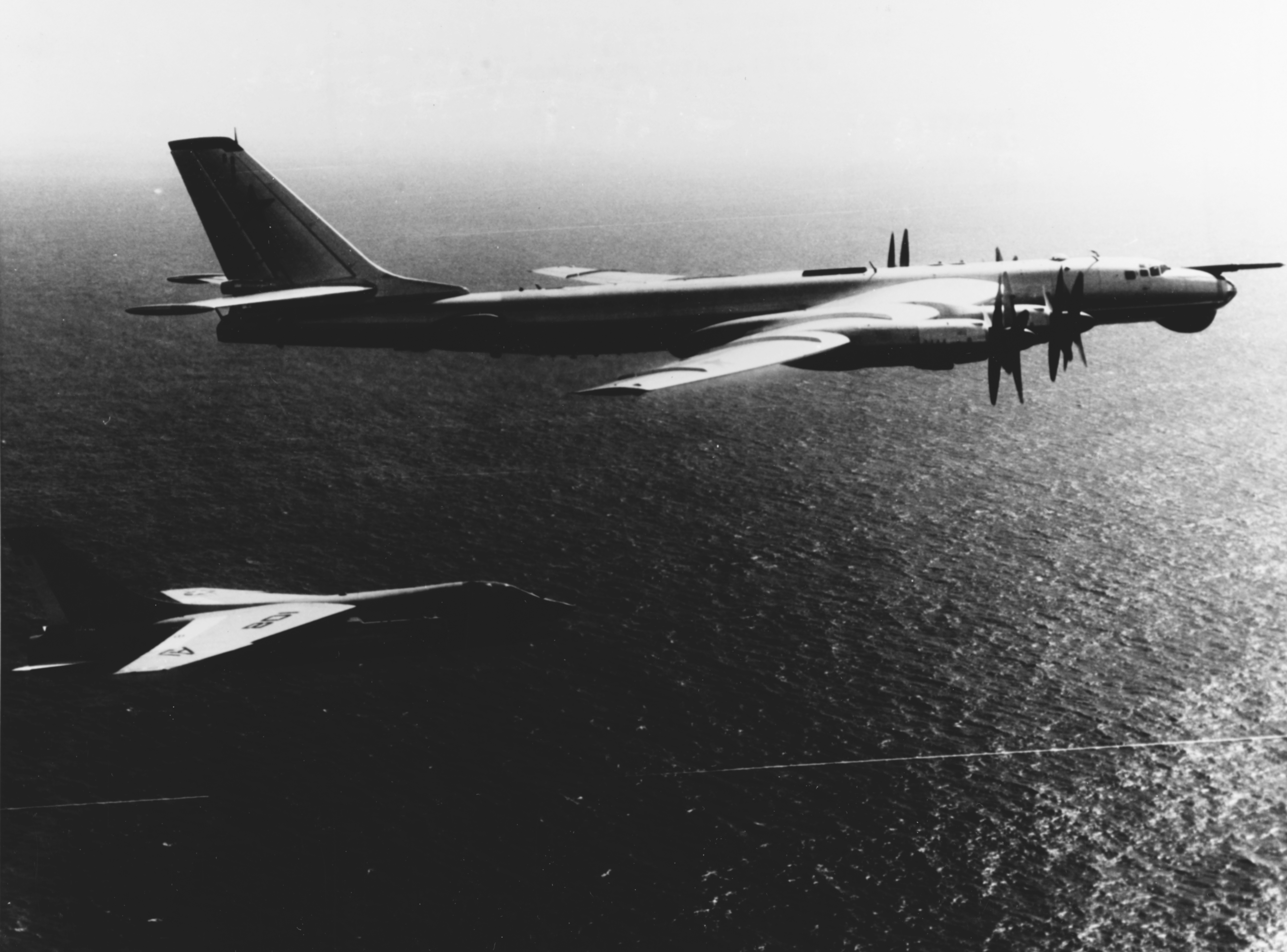
F-8 Crusader del VF-13 escolta a un bombardero Túpolev Tu-95 sobre el mar Mediterráneo en 1967.

El VX-3 fue una de las primeras unidades en recibir el F8U-1 en diciembre de 1956, y fue la primera en operar el modelo en abril de 1957, desde el USS Franklin D. Roosevelt. El VX-3 fue la primera unidad en calificarse para operaciones embarcadas, pero varios aviones se perdieron en accidentes, varios de ellos fatales para sus pilotos.
El primer escuadrón de la flota que pilotó el Crusader fue VF-32 en NAS Cecil Field, Florida, en 1957, que se desplegó en el Mediterráneo a fines de ese año en el portaaviones Saratoga. El VF-32 renombró al escuadrón de "Swordsmen" de acuerdo con el tema de los Cruzados. La Flota del Pacífico recibió a los primeros Crusader en NAS Moffett Field en el norte de California y el VF-154 "Grandslammers" (nombrados en honor a los nuevos reactores de 1000 mph y posteriormente llamados "Blach Knights") comenzaron sus operaciones con el F-8. Más tarde, en 1957, en San Diego, el Escuadrón VMF-122 aceptó los primeros Crusader del Cuerpo de Marines.
En 1962, el Departamento de Defensa estandarizó las designaciones de aeronaves militares, en general con las líneas de la Fuerza Aérea. En consecuencia, el F8U se convirtió en el F-8, con el F8U-1 original, ahora redesignado como F-8A.

#### Servicio en la flota
El Crusader se convirtió en un "caza diurno" que operaba en portaaviones. En ese momento, las alas aéreas de la Armada de los Estados Unidos ya habían empleado varios aviones de combate diurnos y nocturnos debido a los rápidos avances en motores y aviónica. Algunos escuadrones operaron aviones por períodos muy cortos antes de ser equipados con un avión más nuevo y de mayor rendimiento. El Crusader fue el primer avión posterior a la guerra de Corea en tener una permanencia relativamente larga en la flota y, como el Republic F-105 Thunderchief de la USAF, un diseño contemporáneo, podría haber permanecido en servicio durante más tiempo si no fuera por la Guerra de Vietnam y el correspondiente desgaste en combate y las pérdidas operacionales.

#### Crisis de los misiles de Cuba
Durante la crisis de los misiles cubanos, el RF-8A desarmado demostró ser adecuado para obtener fotografías detalladas a baja altitud, llegando a desplegar algunos destacamentos en portaaviones, concretamente en los escuadrones VFP-62 y VFP-63 de la Armada y el VMCJ-2 de los Marines. A partir del 23 de octubre de 1962, durante la crisis, los RF-8A realizaron misiones de reconocimiento fotográfico a baja altura extremadamente peligrosas sobre Cuba, siendo los primeros vuelos operacionales del F-8. Las patrullas de dos RF-8 salían de Key West dos veces al día, sobrevolaban Cuba a baja altura y regresaban a Jacksonville, allí se descargaba y revelaba la película para luego enviarse al Pentágono.
Estos vuelos confirmaron que la Unión Soviética estaba estableciendo bases de misiles balísticos de medio alcance en Cuba. Los RF-8A también monitorizaron la retirada de los misiles soviéticos. Después de cada vuelo, al avión se le pintaba una silueta de un pollo muerto. Los vuelos continuaron durante aproximadamente seis semanas y se obtuvieron un total de 160 000 imágenes. Los pilotos que volaron en las misiones recibieron Cruces de Vuelo Distinguido, mientras que los de los VFP-62 y VMCJ-2 recibieron la prestigiosa Mención de Unidad de la Armada de los Estados Unidos.

#### Incidentes aéreos después de la Crisis
En 1963, dos F-8 Crusader de un Escuadrón de los Marines interceptaron dos MiG-15 Fagot de las FAR, que entorpecían la misión de un Lockheed P-3 Orion, en el límite jurisdiccional de las aguas cubanas. Los pilotos de los F-8 pidieron permiso para enfrentarse a los MiG, pero el permiso llegó sólo cuando cada parte ya había girado de vuelta a casa. Uno de los pilotos de los Crusader, un mayor de nombre desconocido, al llegar a la base de Cayo Hueso, furioso se quitó el casco y lo pateó, diciendo que si se volvían a encontrar con los MiG cubanos primero atacarían y luego esperarían el permiso de ataque.

#### Tasa de accidentes
El Crusader no era un avión fácil de volar y, a menudo, no perdonaba los errores en los aterrizajes de portaaviones, donde sufría una mala recuperación de las altas tasas de descenso, y el tren de aterrizaje frontal, mal diseñado, dificultaba el manejo en cubierta. Para conseguir aterrizajes seguros, los portaaviones debían navegar a toda velocidad para reducir la velocidad de aterrizaje relativa de los F-8. Los portaaviones que consumían petróleo arrojaban un espeso humo negro que a veces ocultaba la cubierta de vuelo, obligando al piloto del F-8 a confiar en las instrucciones por radio del oficial de señales. El F-8 obtuvo una reputación como un "Aniquilador de Alféreces" durante su introducción inicial al servicio. El morro y la toma de aire estaban situados tan bajos cuando el avión estaba en tierra, que las tripulaciones llamaron al avión "el Caimán". No es sorprendente que la tasa de accidentes fuera relativamente alta en comparación con sus contemporáneos, el Douglas A-4 Skyhawk y el F-4 Phantom II. Sin embargo, el avión poseía algunas capacidades sorprendentes, como lo demostró cuando varios pilotos despegaron con las alas del F-8 plegadas. Uno de estos episodios tuvo lugar el 23 de agosto de 1960; un F-8 con las alas plegadas despegó de Napoles Capodichino en el posquemador, trepó a 1500 m y luego regresó a tierra con éxito. El piloto, distraído pero evidentemente un buen piloto, se quejó de que las fuerzas de control eran más altas de lo normal. El F-8 era capaz de volar en este estado, aunque se requeriría que el piloto redujera el peso de la aeronave expulsando cargas y combustible antes de aterrizar. En total, se construyeron 1261 F-8 Crusader. En el momento en que se retiró de la flota, 1106 ejemplares habían estado involucrados en algún contratiempo. Solo un puñado de ellos se perdieron debido al fuego enemigo en Vietnam.

#### Guerra de Vietnam

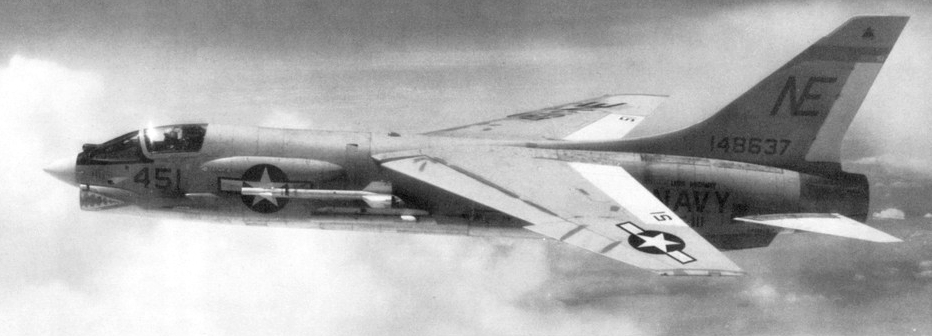
F-8D Crusader del VF-111 en vuelo hacia Vietnam, en 1965.

Cuando el conflicto estalló en los cielos de Vietnam del Norte, fueron los Crusader de la Armada de los Estados Unidos del portaaviones USS Hancock los primeros en enfrentarse a los cazas MiG-17 Fresco de la Fuerza Aérea Popular de Vietnam (la Fuerza Aérea de Vietnam del Norte), el 3 de abril de 1965. Los MiG reclamaron el derribo de un Crusader y las cámaras del teniente Pham Ngoc Lan revelaron que sus cañones habían incendiado un F-8, pero el capitán de corbeta Spence Thomas logró aterrizar su Crusader dañado en la base aérea de Da Nang y los restantes F-8 regresaron sanos y salvos a su base. En ese momento, el Crusader era el mejor caza en combate cerrado que Estados Unidos podía enfrentar a los ágiles MiG de Vietnam del Norte. La Armada había desarrollado para su función de "caza nocturna" en el ala aérea un interceptor para todo tipo de clima, el F-4 Phantom II, equipado para atacar a los bombarderos entrantes a larga distancia con misiles de medio alcance, como el AIM-7 Sparrow como único portador de este misil. Armas aire-aire, y la maniobrabilidad no fue enfatizada en su diseño. Algunos expertos creían que la era de los dogfighthabía terminado, ya que los misiles aire-aire derribaban a los adversarios mucho antes de poder acercarse lo suficiente como para participar en ellas. Cuando se produjeron los combates aéreos en Vietnam del Norte desde 1965 a 1968, se hizo evidente que los encuentros cercanos no habían terminado y que el F-8 Crusader y una comunidad entrenada para prevalecer en el combate aire-aire eran un ingrediente clave para el éxito.
A pesar del apodo del "último pistolero", los F-8 lograron solo cuatro victorias con su cañón; el resto se realizó con misiles AIM-9 Sidewinder, en parte debido a la propensión del mecanismo de alimentación de los cañones Colt Mk 12 de 20 mm (.79 pulg.) a atascarse bajo la influencia de las fuerzas G durante las maniobras de combate a alta velocidad. Entre junio y julio de 1966, durante 12 enfrentamientos en Vietnam del Norte, los Crusader reclamaron cuatro MiG-17 contra dos derrotas. El Crusader reclamaría la mejor proporción de muertes de cualquier tipo de avión estadounidense en la Guerra de Vietnam, 19:3. De los 19 aviones reclamados durante el combate aéreo, 16 eran MiG-17 y tres eran MiG-21. Los registros de Estados Unidos Indican que sólo se perdieron tres F-8 en combate aéreo, todos por disparos de cañones de MiG-17 en 1966, pero la VPAF reclamó que 11 F-8 fueron derribados por los MiG. Un total de 170 F-8 Crusader se perderían por todas las causas, en su mayoría incendios terrestres y accidentes, durante la guerra.

#### Un combate muy famoso
El Crusader mostró su habilidad en combate, especialmente el 14 de diciembre de 1967. En ese día, el teniente comandante Richard Schaffert "Brown Bear" (el oficial de operaciones del VF-111 durante el despliegue en 1967 a bordo del USS Oriskany), participó en un combate aéreo que se convirtió en un mano a mano clásico de la era de los reactores, aunque no dio lugar a ningún MiG derribado.
Schaffert escoltaba un A-4E Skyhawk, pilotado por el teniente Charles Nelson, encargado en una misión Iron-Hand (Mano de Hierro), contra las posiciones SAM norvietnamitas en la zona comprendida entre Hanói y Haiphong, cuando "Brown Bear" vio a dos MiG-17 ("Fresco ", Designación OTAN).
Schaffert inmediatamente comenzó un descenso de 18 000 pies y cuando se recuperó en 3000 pies, buscó a Nelson, pero se encontró con dos MiG más. Después de haber perdido de vista al A-4E, Brown Bear comprendió que tenía que depender de sus 3500 horas de experiencia de vuelo para enfrentarse solo a cuatro bandidos.
Comenzó el duelo con una frenada de 8G, obligando al primer Fresco a pasarse, pero Schaffert sabía muy bien que tenía que llevar el combate al plano vertical, ya que el F-8 no podía girar tan rápido como un MiG-17. Como se hizo evidente que los cuatro bandidos se habían dividido en dos secciones, Schaffert inició una serie de maniobras yo-yo con el postquemador, tratando de llegar a una posición de ventaja frente a los MiG, y de esta manera poder llevar a cabo la pelea de perros como 1 contra 2 en vez de 1 contra 4.
Schaffert consiguió un "buen tono" de uno de sus AIM-9D Sidewinder (versión guiada por radar, única variante de este misil), pero el segundo par de MiG-17 dispararon contra él con sus cañones y tuvo que realizar tres yo-yos más antes de lanzar un Sidewinder, que no explotó.
Ahora tenía solo dos misiles, ya que uno de los cuatro AIM-9 que puede llevar el F-8 había experimentado un desperfecto antes de despegar.
Ejecutando maniobras de inversión y tirando altas Gs para derrotar el radio de giro superior del MiG-17, Schaffert disparó otro misil que no llegó a explotar.
Entonces, aparecieron dos MiG-21PFM que dispararon 4 misiles de guiado-IR Vympel R-3 (AA-2 Atoll según la designación de la OTAN) que no pudieron hacer blanco, ya que se lanzaron fuera del alcance operativo de los mismos. Brown Bear se encontró una vez más en una buena posición de disparo, pero esta vez el sistema de guiado del último Sidewinder falló, dejando Schaffert con solo los disparos de los cuatro cañones Colt de su avión.
Después de otro giro de 5G, tuvo una buena solución de seguimiento en un MiG, pero cuando apretó el gatillo, los cuatro cañones de 20 mm se atascaron, el problema fue causado por un defecto común de los cañones del Crusader, ya que el sistema neumático de alimentación de munición se desconectaba después de maniobras con altas Gs. Otros dos MiG-21PFM se unieron al combate aéreo disparando dos misiles Atoll más, que Brown Bear fue capaz de evitar, frente a seis adversarios, Schaffert comenzó otra serie de yo-yos de gran altitud y se enfrascó con el líder enemigo en unas tijeras verticales.
Una vez que había llegado a la parte inferior de la maniobra, aceleró hacia la costa dejando al enemigo detrás, regresando a salvo al USS Oriskany casi sin combustible.
A pesar de que Brown Bear no derribara ningún caza enemigo, dejó una lección importante para los instructores de "Top Gun", cómo sobrevivir en una pelea de perros en solitario contra seis MiG, una buena conferencia para dar a los estudiantes de la Fighter Weapons School en los años siguientes.

#### Servicio crepuscular con la Armada de los Estados Unidos
LTV construyó y entregó el 1219 (y último) Crusader al VF-124 en NAS Miramar el 3 de septiembre de 1964.
Las últimas variantes en servicio activo del Crusader fueron retiradas del VF-191 y del VF-194 a bordo del USS Oriskany en 1976, después de casi dos décadas de servicio, estableciendo el primer puesto para un caza de la Armada.
La variante de reconocimiento fotográfico continuó sirviendo en la Armada en servicio activo durante otros 11 años más, con el VFP-63 volando el RF-8G hasta 1982, y con la Reserva Naval volando sus RF-8G en dos escuadrones (VFP-206 y VFP- 306) en la Base Aérea Naval Washington/Andrews AFB hasta el restablecimiento del VFP-306 en 1984 y VFP-206 el 29 de marzo de 1987, cuando el último Crusader operacional fue entregado al Museo Nacional del Aire y el Espacio de Estados Unidos.
El F-8 Crusader es el único avión que ha utilizado el AIM-9C, que es una variante guiada por radar del Sidewinder. Cuando el Crusader se retiró, estos misiles se convirtieron en los misiles antirradiación AGM-122 Sidearm, utilizados por los helicópteros de ataque de Estados Unidos para destruir los radares enemigos.

#### NASA
La NASA usó varios F-8 modificados a principios de la década de 1970, lo que demuestra la viabilidad de las alas digitales supercríticas de fly-by-wire.

### Francia

#### Marina Nacional de Francia

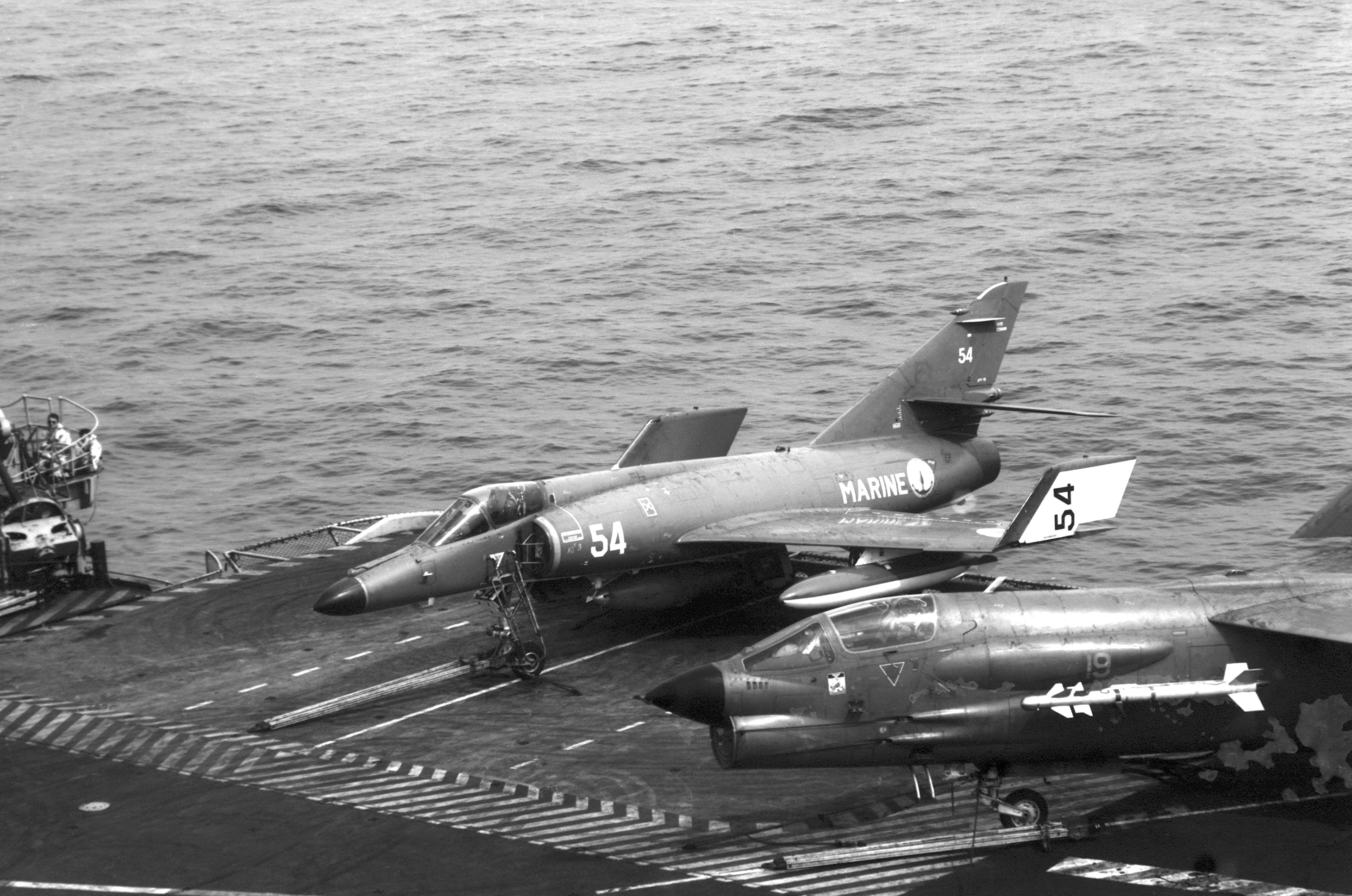
Un Dassault Super Étendard francés y un avión F-8E Crusader (FN) estacionados en la cubierta de vuelo del portaaviones francés Clemenceau (R98), El 7 de noviembre de 1988.

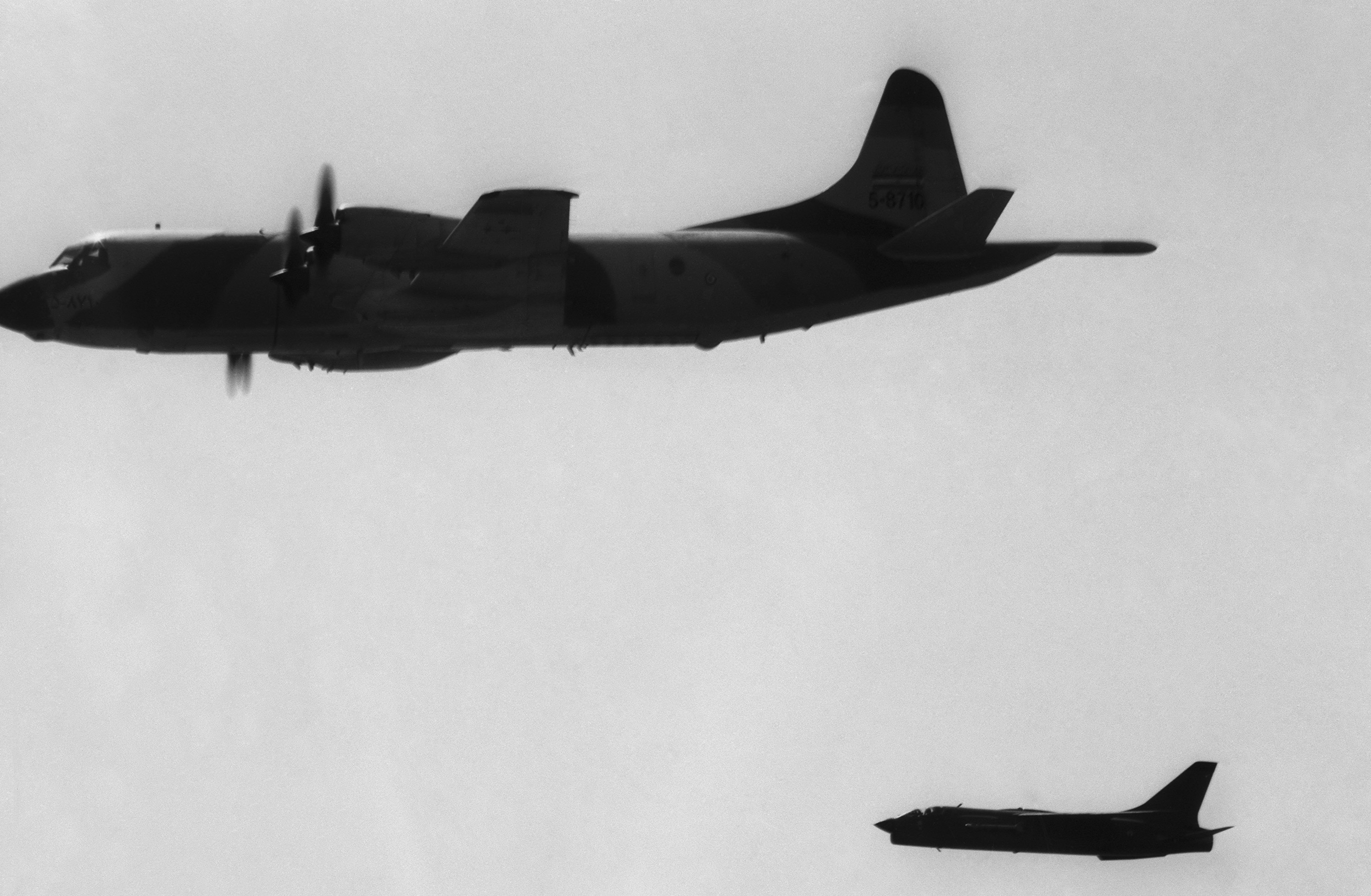
Un Vought F-8E (FN) cruzado francés intercepta un avión Lockheed P-3F Orion de la Armada Iraní en el Golfo Pérsico 1987-88.

Cuando el brazo aéreo de la Armada francesa, la Aéronavale, requirió que un caza, con base en una fuerza aérea a principios de la década de 1960, sirviera a bordo de los nuevos portaaviones Clemenceau y Foch, el F-4 Phantom II, que entró en servicio con la Armada de los Estados Unidos, demostró ser demasiado grande y pesado, para los pequeños portaaviones franceses. Después de las pruebas de transporte a bordo del portaviones Clemenceau, el 16 de marzo de 1962, por dos F-8 del portaaviones estadounidense Saratoga, se eligió al Crusader y se ordenaron 42 F-8, los últimos Crusader producidos.
Los Crusader franceses se basaron en el F-8E, pero se modificaron para permitir las operaciones de los pequeños portaviones franceses, además de otras modificaciones solicitadas que hacían que no fueran en realidad aviones de la versión F-8E. La Aeronavale quería aunar en sus aviones la velocidad del F-8D y la polivalencia del F-8E, unido todo a una mejora en sus velocidades de despegue y apontaje, puesto que los portaaviones franceses eran más pequeños que los estadounidenses:
- Ángulo máximo de incidencia del ala de la aeronave aumentada de cinco a siete grados y el estabilizador horizontal ampliado. Años atrás, Vought había experimentado un sistema llamado Boundary Layer Control System (BLCS) en un F-8A modificado. Los resultados se aplicaron en los aviones ahora franceses para reducir en 28 km/h la velocidad de aterrizaje en portaaviones.
- El sistema de armas de la aeronave se modificó para llevar dos misiles guiados por radar Matra R.530, de fabricación francesa, o misiles infrarrojos como alternativa a los Sidewinder, aunque se mantuvo la capacidad de llevar el misil estadounidense.

Los primeros apontajes se realizaron en el USS Shangri-La (CV-38) en octubre de 1964; en esas fechas los trece primeros aviones de serie se embarcaron en el portaaviones francés Arromanches para su traslado a Francia, a donde llegaron el 4 de noviembre. Las entregas de las nuevas aeronaves F-8E (FN) continuaron hasta febrero de 1965, con el primer escuadrón de la Aéronavale, el Flotille 12.F, reactivado el 1 de octubre de 1964. Para reemplazar a los antiguos Chance Vought F4U Corsair, el Flotille 14.F recibió sus F-8E(FN) el 1 de marzo de 1965. Los franceses bautizaron coloquialmente al avión como Crouze. Cabe notar que el F-8 era el único avión extranjero en los portaviones franceses, en los que se embarcaba junto con los Alizé y Étendard IV franceses.
Los Crusader franceses fueron declarados operacionales en marzo de 1966, y realizaron numerosos cruceros embarcados en los dos portaaviones de la Marine Nationale, especialmente en el Mediterráneo y el Océano Índico, en el transcurso de los cuales interceptaron aviones de la URSS y países de Próximo Oriente. En octubre de 1974 (en el portaaviones Clemenceau) y en junio de 1977 (en el portaaviones Foch), los Crusader del escuadrón 14.F participaron en las misiones Saphir en Yibuti.
Los F-8E de Aéronavale volaron misiones de combate sobre el Líbano en 1983, escoltando a los aviones de ataque Dassault-Breguet Super Étendard. En octubre de 1984, Francia envió al Foch a la Operación Mirmillon frente a las costas de Libia, con el objetivo de frenar las intenciones del Coronel Mohamar Ghaddafi. A bordo iba el escuadrón 12.F. La escalada de tensión en el Golfo Pérsico, debido al conflicto Irán-Irak, desencadenó el despliegue del grupo de combate del Clemenceau y su ala aérea, incluido el escuadrón 12.F. 1993 vio el comienzo de las misiones sobre la ex-Yugoslavia. Los Crusader se lanzaron desde ambos transportes que cruzan el mar Adriático. Estas misiones cesaron en junio de 1999 con la Operación Trident sobre Kosovo.
Los Crusader franceses sufrieron una serie de modificaciones a lo largo de su vida; se les equipó con nuevas alas del tipo F-8J en 1969 y se les aplicaron dispositivos de poscombustión modificados en 1979. El armamento se mejoró con la adición de los misiles guiados infrarrojos R550 Magic I en 1973, y con la nueva versión Magic 2 mejorado y totalmente equipado instalado desde 1988. El misil obsoleto R.530 se retiró del uso para los Crusader en 1989, dejando a los aviones sin un misil de guiado radar. En 1989, cuando fue evidente de que el Crusader no sería reemplazado en varios años debido a los retrasos en el desarrollo del Rafale, se decidió renovar a los Crusader para extender su vida operativa. Cada avión fue reconfigurado y su sistema hidráulico fue restaurado, mientras que el fuselaje se fortaleció para prolongar la vida útil menoscabada por la fatiga del metal; se mejoró la aviónica, con una suite de navegación modificada y un nuevo receptor de advertencia de radar. Los 17 aviones reacondicionados se rediseñaron como F-8P (P utilizado para "Prolongé" -extendido- y no debe confundirse con el F-8P de Filipinas). Aunque la Marina francesa participó en operaciones de combate en 1991 durante la Operación Tormenta del Desierto y en Kosovo en 1999, los Crusader se quedaron atrás y finalmente fueron reemplazados por el Rafale M en el año de 2000 como el último del tipo en el servicio militar.

#### Combate Aire-Aire
Los F-8E(FN) franceses fueron desplegados muchas veces durante las operaciones externas (Líbano, etc.), pero el primero de sus dos únicos combates reales aire-aire fue el 7 de mayo de 1977 sobre el Golfo de Adén, entre dos aviones a bordo del Clemenceau y dos MiG-21 yemeníes del sur. Los dos F-8 interceptaron dos objetivos en el curso de un ejercicio de entrenamiento con los aviones F-100 de la escuadrilla EC 4/11 Jura basada en Yibuti. El simulacro se tornó más real de lo esperado cuando los blancos interceptados resultaron ser dos MiG-21. Aunque los Crusader llegaron a activar su armamento y los pilotos pidieron permiso para entrar en combate contra los aviones yemeníes, el permiso de fuego fue rechazado.
Varios años después, hubo un enfrentamiento entre un Crusader del Foch (Operación Mirmillon) y dos interceptores Mirage 5 de Libia sobre el Golfo de Sirte el 15 de octubre de 1984; el piloto francés intentó enfrentarse a los aviones libios, a pesar de que su Crusader era más maniobrable que los Mirage libios, pero al ser superado en número, este decidió retirarse sin más complicaciones.

### Filipinas

#### Fuerza Aérea Filipina
A fines de 1977, el gobierno de Filipinas compró 35 unidades del F-8H de segunda mano de la Armada estadounidense, que fueron almacenados en la base aérea Davis-Monthan en Arizona. Veinticinco de ellos fueron restaurados por Vought y los 10 restantes se usaron para repuestos. Como parte del acuerdo, los Estados Unidos entrenarían a pilotos filipinos con el TF-8A. Los Crusader fueron tripulados por el 7.º Escuadrón de Combate Táctico en la Base Aérea de Basa y fueron utilizados principalmente para interceptar bombarderos soviéticos. Pero debido a la falta de repuestos y al rápido deterioro de las aeronaves, los F-8 restantes fueron puestos a tierra en 1988 y se dejaron en un campo de hierba abierto en la Base Aérea de Basa. Finalmente, fueron retirados del servicio en 1991, después de que resultaran gravemente dañados por la erupción del Monte Pinatubo, y desde entonces se han puesto a la venta como chatarra.

## Variantes

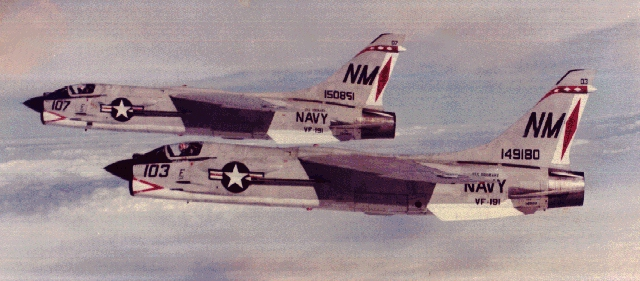
Dos Vought F-8J Crusader del escuadrón de cazas VF-191 de la Armada estadounidense.

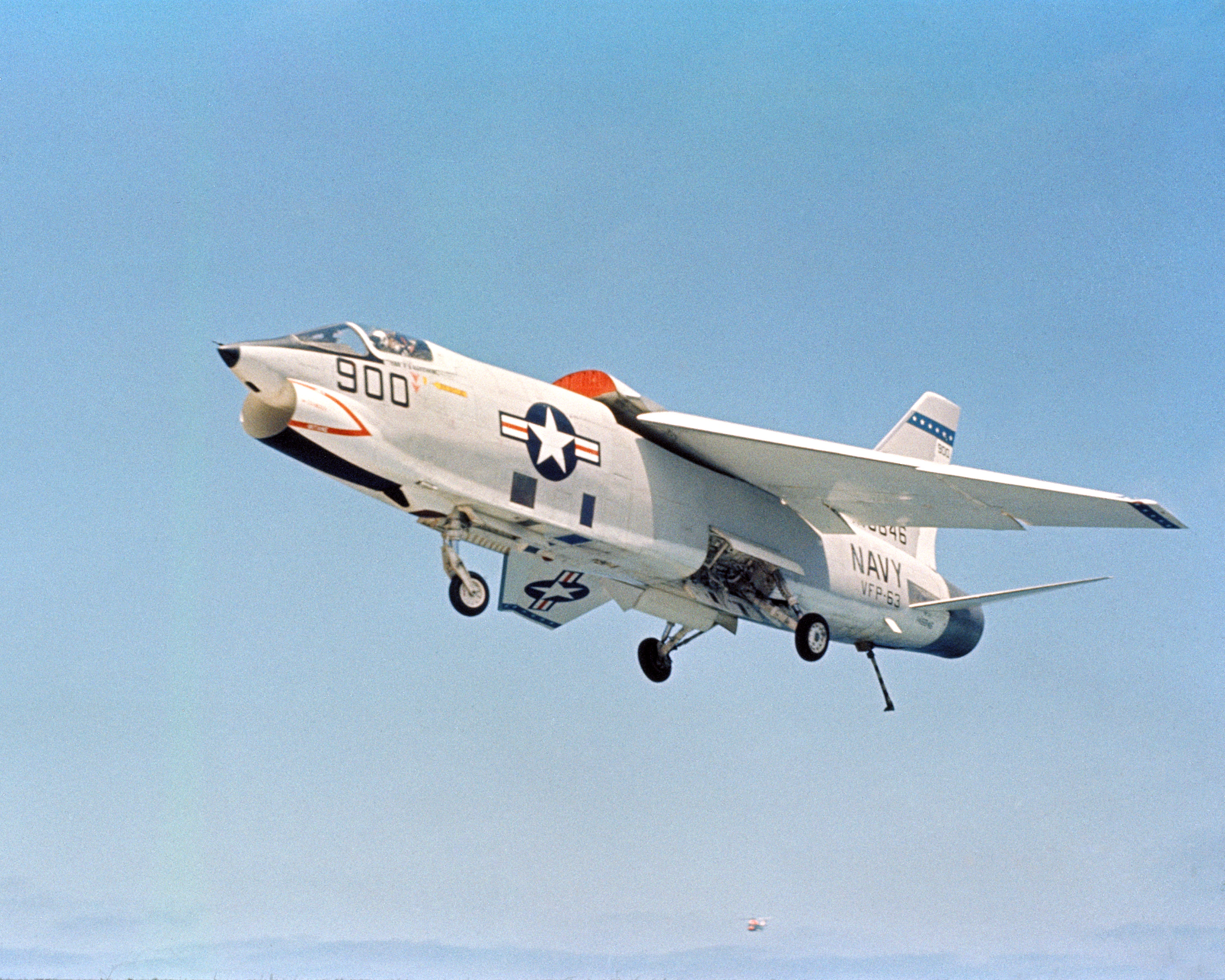
Un Vought RF-8A Crusader.

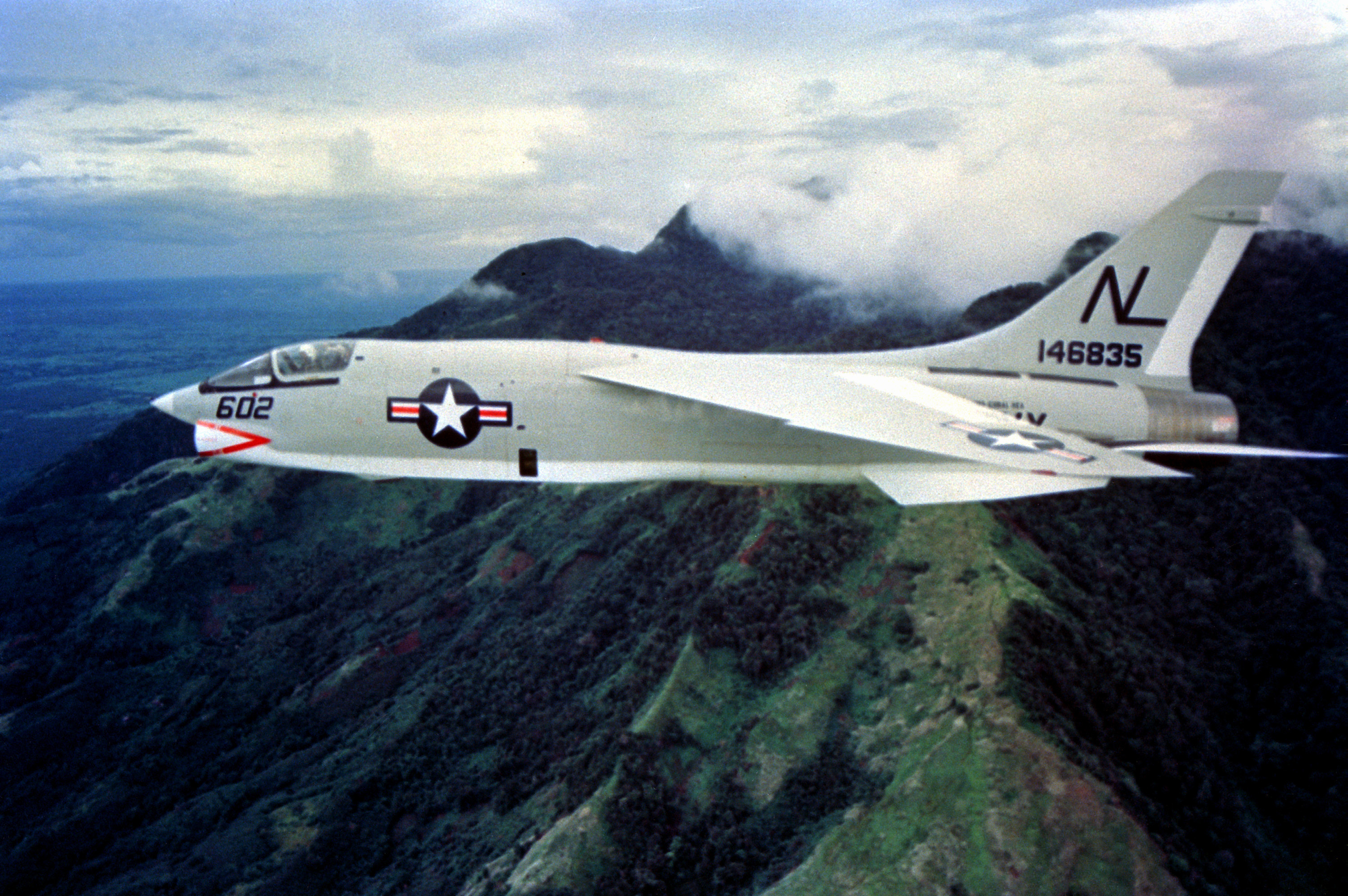
Un Vought RF-8G Crusader del Escuadrón de Reconocimiento Fotográfico 63 (VFP-63) de la Armada estadounidense volando sobre Vietnam en octubre de 1973.

XF8U-1 (XF-8A)
Los dos prototipos originales sin armas, con turborreactores Pratt & Whitney J57-P-11 de 6710 kg de empuje.
F8U-1 (F-8A)
Primera versión de producción, el motor J57-P-11 se sustituye por el más potente J57-P-4A de 7350 kg de empuje, comenzando con la 31 aeronave de producción: armamento de cuatro cañones de 20 mm y cohetes en un contenedor de fuselaje; modificados a posteriori para utilizar misiles Sidewinder; 318 construidos.
YF8U-1 (YF-8A)
Redesignación aplicada a un F8U-1 utilizado en pruebas de desarrollo.
YF8U-1E (YF-8B)
Redesignación de un F8U-1 convertido en prototipo del F8U-1E.
F8U-1E (F-8B)
Versión de producción con limitada capacidad todo tiempo gracias al radar AN/APS-67, primer vuelo el 3 de septiembre de 1958, 130 construidos.
F8U-1D (DF-8A)
Designación dada a los F8U-1 convertidos en guías de aviones de control remoto.
F8U-1KD (QF-8A)
Conversiones de F8U-1 en blancos a control remoto.
YF8U-1P (YRF-8A)
Versiones de desarrollo del F8U-1 para reconocimiento fotográfico.
F8U-1P (RF-8A)
Versión de reconocimiento fotográfico del F8U-1, con alojamiento para las cámaras en la sección delantera del fuselaje; desarmado.
XF8U-1T
Conversión del XF8U-2NE para ser evaluado como un prototipo biplaza de entrenamiento operacional; turborreactor J57-P20 de 7350 kg de empuje y dotado sólo con dos cañones de 20 mm; cuando fue utilizado como entrenador fue redesignado F8U-17 (TF-8A).
YF8U-2 (YF-8C)
Dos F8U-1 usados para pruebas en vuelo del turborreactor J57-P-16 de 7670 kg de empuje.
F8U-2 (F-8C)
Equipado con el motor J57-P-16 de 75 kN de empuje con postcombustión, se le añadieron dos aletas ventrales en la parte trasera del fuselaje, en un intento de corregir la inestabilidad de guiñada, y dos pilones en forma de barbilla a los lados del fuselaje para cargar dos misiles AIM-9 Sidewinder, realizó su primer vuelo el 20 de agosto de 1957, 187 fueron construidos. Esta variante a veces se denomina Crusader II.
F8U-2N (F-8D)
Versión de producción todo tiempo, el paquete de cohetes no guiados fue reemplazado por un depósito de combustible adicional, nuevo motor J57-P-20 de 8165 kg (80 kN) de empuje con postcombustión, sistema de aterrizaje que mantiene automáticamente la aerodinámica durante la aproximación; provisión para cuatro misiles Sidewinder. Primer vuelo el 16 de febrero de 1960; 152 construidos.
YF8U-2N (YF-8D)
Designación del avión utilizado durante el desarrollo del F8U-2N.
YF8U-NE
Un F8U-1 se convirtió para servir como el prototipo del F8U-2NE.
F8U-2NE (F-8E)
Versión mejorada de producción, con el turborreactor J57-P-20A de 8165 kg de empuje, radar avanzado y soportes subalares para dos misiles AGM-12 Bullpup o hasta 1800 kg de bombas; 286 ejemplares.
F8U-3
Versión rediseñada de la que se construyeron cinco unidades, de las cuales sólo volaron tres, en competición contra el F4H Phantom II; misiles Sidewinder o Sparrow y motores J75-P-5A o J75-P-6, de 11 110 kg y 11 790 kg de empuje, respectivamente.
F-8E (FN)
Versión del F-8E para la Marina francesa, con flaps soplados y otras mejoras de elevada sustentación; 48 ejemplares.
DF-8F
Conversiones de F-8A en guías de aviones a control remoto.

## Operadores
Estados Unidos
- Armada de los Estados Unidos
- Cuerpo de Marines de los Estados Unidos
- NASA

 Filipinas
- Fuerza Aérea de Filipinas

 Francia
- Armada Francesa

## Especificaciones (F-8E)
Referencia datos: The Great Book of Fighters,

Quest for Performance, y Combat Aircraft since 1945.

### Características generales
- Tripulación: Uno (piloto)
- Longitud: 16,5 m (54,2 ft)
- Envergadura: 10,9 m (35,7 ft)
- Altura: 4,8 m (15,7 ft)
- Superficie alar: 34,8 m² (374,6 ft²)
- Perfil alar: NACA 65A006 mod en raíz, NACA 65A005 mod en punta
- Peso vacío: 7956 kg (17 535 lb)
- Peso cargado: 13 000 kg (28 652 lb)
- Planta motriz: 1× turborreactor con postquemador Pratt & Whitney J57-P-20A.
  - Empuje normal: 47,6 kN (4854 kgf; 10 701 lbf) de empuje.
  - Empuje con postquemador: 80,1 kN (8168 kgf; 18 007 lbf) de empuje.
- Capacidad de combustible: 5020 litros

### Rendimiento
- Velocidad máxima operativa (Vno): 1975 km/h (1227 MPH; 1066 kt) (Mach 1,86) a 11 000 m de altitud
- Velocidad crucero (Vc): 917 km/h (570 MPH; 495 kt)
- Radio de acción: 730 m (2395 ft)
- Alcance en ferry: 2795 km con depósitos de combustible externos
- Techo de vuelo: 17 678 m (57 999 ft)
- Régimen de ascenso: 162,3 m/s (31 948 ft/min)
- Carga alar: 377,6 kg/m² (77,3 lb/ft²)
- Empuje/peso: 0,62Dos misiles AIM-9D Sidewinder montados en un pilón en Y de un Vought F8U-2N (F-8D) Crusader en 1960.

### Armamento
- Cañones: 

  - 4x Colt Mk 12 de 20 mm en la parte baja del fuselaje, con 125 proyectiles cada uno
- Puntos de anclaje: 6 en total (2× pilones en Y en los laterales del fuselaje (para misiles AIM-9 Sidewinder y cohetes Zuni) y 2× pilones subalares) con una capacidad de 2000 kg, para cargar una combinación de:  
  - Bombas: 

    - 12x Mark 81 de 250 lb (113 kg)
    - 8x Mark 82 de 500 lb (227 kg)
    - 4x Mark 83 de 1000 lb (454 kg)
    - 2x Mark 84 de 2000 lb (907 kg)

  - Cohetes: 

    - 2x contenedores LAU-10 cada uno con 4x cohetes Zuni de 127 mm

  - Misiles: 

    - Misiles aire-aire:
      - 4x AIM-9 Sidewinder o Matra Magic (en los F-8E(FN) de la Marina Francesa)
      - 2x  Matra R.530

    - Misiles aire-superficie:
      - 2x AGM-12 Bullpup

### Aviónica
- Radar de control de tiro Magnavox AN/APQ-84 o AN/APQ-94

## Aeronaves relacionadas

### Desarrollos relacionados
- LTV A-7 Corsair II

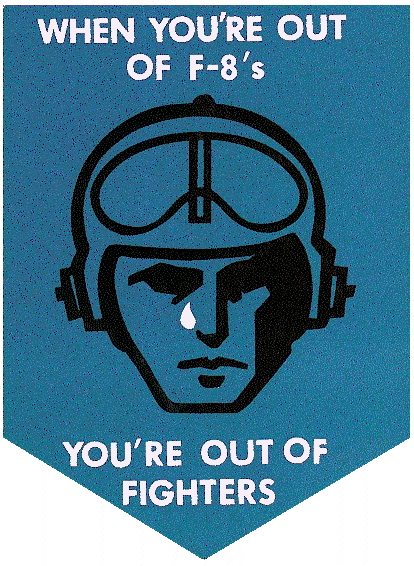
Insignia de los pilotos de los F-8 estadounidenses.

- Vought XF8U-3 Crusader III
- Vought YA-7F

### Aeronaves similares
- North American F-100 Super Sabre
- Grumman F-11 Tiger
- Vought F7U Cutlass
- de Havilland DH.100 Vampire

### Secuencias de designación
- Secuencia F_U (Cazas de la Armada estadounidense, 1922-1962 (Vought, 1922-1962)): ← F5U - F6U - F7U - F8U - F8U-3
- Secuencia F-_ (Cazas estadounidenses, 1962-presente): ← F-5 - F-6 - F-7 - F-8 - F-9 - F-10 - F-11 →